# Automated Testing Framework
Automated Testing Framework (ATF) este o utilită de testare inițial creată pentru NetBSD ca un proiect Google Summer of Code  în 2007. Automated Testing Framework este folosit și în multe companii de telefonie mobilă pentru a testa ultimele aplicații sau actualizări SO. ATF poate fi utilizat pentru a automatiza lucru de bază și lucru care consumă timp ca clicul și schimbarea aplicațiilor repetată. În plus, testarea regresiei zilnică va mări șansele de a găsi greșeli înainte de scoaterea funcționalităților noi.
ATF e o utilită de testare software în care cazurile de testare pot fi scrise în shell POSIX, C, sau C++.
Un obiectiv primar al proiectului ATF e că testele sunt autonome și intenționate să fie executate periodic de utilizatorii finali.
Acesta este scos sub licența BSD cu doua clauze.